# Mézens
Mézens es una comuna francesa situada en el departamento de Tarn, en la región de Occitania.

## Demografía
| 287 | 266 | 258 | 249 | 279 | 310 | 531 |
| Para los censos de 1962 a 1999 la población legal corresponde a la población sin duplicidades (Fuente: INSEE [Consultar]) |     |     |     |     |     |     |